# Last Dance (Donna-Summer-Lied)
Last Dance ist ein für den Film Gottseidank, es ist Freitag (Originaltitel: Thank God it’s Friday) von Paul Jabara geschriebenes und von Donna Summer interpretiertes Lied aus dem Musikjahr 1978. Der Filmsong wurde 1979 als bester Filmsong mit dem Oscar und im selben Jahr mit zwei Grammy Awards und anderen Preisen ausgezeichnet.

## Veröffentlichung
In dem Film Gottseidank, es ist Freitag wird das Lied von Donna Summer gesungen. Sie spielte die aufstrebende Sängerin Nicole, die den Disc Jockey einer angesagten Diskothek zu überreden versucht, ihre mitgebrachte Instrumentalversion zu spielen und sie dazu singen zu lassen. Nach mehreren Absagen wird es ihr am Ende des Abends erlaubt und ist ein Erfolg. Kann der Text so verstanden werden, dass es sich um eine Frau handelt, die nach der Liebe ihres Lebens sucht, wird es so zum letzten Lied der Disco-Nacht und es ist die Suche nach jemandem, um mit ihm nachhause zu gehen.
Die von  Giorgio Moroder und Pete Bellotte produzierte Single kam 1978 heraus und enthielt auf der B-Seite noch das von Summer, Moroder und Bellotte geschriebene Lied With Your Love.
Last Dance hielt sich 1978 für 21 Wochen in den Billboard Hot 100 und erreichte Platz drei dieser Charts.

## Auszeichnungen
Das Lied war nicht nur kommerziell erfolgreich, sondern erhielt auch zahlreiche Auszeichnungen. Donna Summer wurde für dieses Lied 1979 mit ihrem ersten Grammy Award für Best Female R&B Vocal Performance ausgezeichnet und Paul Jabara erhielt den Grammy für Best R&B Song.
Paul Jabara erhielt 1979 den Oscar für den besten Filmsong. Last Dance hatte sich dabei gegen starke Konkurrenz wie das von Olivia Newton-John gesungene Hopelessly Devoted to You aus Grease und das von Barry Manilow interpretierte Ready to Take a Chance Again aus Eine ganz krumme Tour durchsetzen können.
Bei den Golden Globe Awards 1979 wurde Last Dance mit dem Golden Globe Award für den Besten Filmsong bedacht.
Last Dance ist damit einer der wenigen Filmsongs, der mit Oscar, Golden Globe und Grammy geehrt wurde.
Bei den American Music Awards wurde Summer für Last Dance in drei Kategorien ausgezeichnet.